# Piotr Kurpios
Piotr Kurpios (ur. 4 kwietnia 1963 w Częstochowie) – polski lekarz, polityk i działacz samorządowy związany z Częstochową, od 2009 do 2010 roku pełniący obowiązki prezydenta Częstochowy.

## Życiorys
Jest absolwentem Szkoły Podstawowej nr 22 w Częstochowie, Liceum Ogólnokształcącego im. Romualda Traugutta w Częstochowie oraz Wydziału Lekarskiego Śląskiej Akademii Medycznej w Zabrzu i podyplomowych studiów zarządzania służbą zdrowia w Akademii Polonijnej w Częstochowie. Jako lekarz związany z częstochowskim szpitalem miejskim im. Ludwika Rydygiera, gdzie podjął pracę na oddziale chirurgii urazowej i ortopedii.
Działalność samorządową rozpoczął w radzie dzielnicy Wyczerpy-Mirów-Zawodzie, w 1992 został przewodniczącym tej rady. W latach 1994–1998 oraz 2002–2009 był radnym Rady Miasta Częstochowy, a w kadencji lat 1998–2002 zasiadał w radzie dzielnicy Zawodzie. W okresie 2006–2009 pełnił funkcję przewodniczącego Rady Miasta.
W 2001 wstąpił do Platformy Obywatelskiej, został wiceprzewodniczącym zarządu powiatowego tej partii i członkiem rady Regionu Śląskiego. W 2005 bez powodzenia startował w wyborach do Senatu (startował także w powtórzonych w tym okręgu wyborach w 2006).
Po odwołaniu Tadeusza Wrony w referendum lokalnym (z 15 listopada 2009) został głównym kandydatem na tzw. komisarza. Nominację podpisaną przez premiera Donalda Tuska otrzymał 27 listopada tego samego roku, cztery dni wcześniej zrezygnował z zasiadania w Radzie Miasta. Rada Miasta uchwaliła, że nie zostaną przeprowadzone przedterminowe wybory, a powołany komisarz będzie pełnić obowiązki do końca kadencji samorządu. W wyborach samorządowych przeprowadzonych 21 listopada 2010 Piotr Kurpios nie ubiegał się o wybór na urząd prezydenta miasta, ale o miejsce w sejmiku województwa śląskiego, które zdobył liczbą 11 524 głosów. Powrócił także do pracy zawodowej w Miejskim Szpitalu Zespolonym w Częstochowie.
W 2011 kandydował w wyborach parlamentarnych z 14. miejsca na liście komitetu wyborczego Platformy Obywatelskiej w okręgu wyborczym nr 28 w Częstochowie, jednak nie uzyskał mandatu poselskiego. Oddano na niego 4758 głosów (2,12% głosów oddanych w okręgu). 17 listopada 2011 został wybrany na wiceprzewodniczącego sejmiku śląskiego, zastępując Andrzeja Gościniaka, powołanego na przewodniczącego sejmiku. W 2014 nie ubiegał się o reelekcję.